# Partidul Muncitoresc Național Socialist Japonez
Partidul Muncitoresc Național Socialist Japonez (japoneză: 国家社会主 義日本労働者党; Kokka Shakaishugi Nippon Rōdōsha-Tō) este un partid politic din Japonia. Președintele partidului este Kazunari Yamada. Partidul întreține un site web unde îl laudă pe Adolf Hitler, dar și atacurile de pe 11 Septembrie 2001.

## Acțiuni și retorică
Partidul respinge existența Holocaustului, susținând că e asemănător cu violurile comise în timpul Masacrului din Nanking: „o minciună creată de Aliați”, îl vede pe Shinzō Abe ca pe un trădător, l-a denunțat pe președintele american George W. Bush împreună cu invazia americană a Irakului.
O critică adresată Germaniei de către partid este "lipsa libertății de exprimare" în contextul Holocaustului și salutului nazist, comparând-o cu libertatea de exprimare în Coreea de Nord.
Retorica partidului este una rasistă, corporatistă, Pan-Turanistă, ultranaționalistă, antiimigrantă, antidemocrată, antisionistă, antisemită, xenofobă, anticomunistă și anticapitalistă.

## Istorie și cauză
În anul 1982, partidul a fost fondat drept NSJAP (Nationalsozialistische Japanische Arbeiterpartei) în Tokyo, iar primul protest în aer liber al acestuia a fost ținut în anul 1988. Afișele propagandistice au apărut în cotidianul japonez important, iar oratoriile stradale au apărut în televiziunea japoneză de multe ori.
Partidul a moștenit "ideologia" furnizată de către „Japonezii Național Socialiști", Turaniști și antisemiți.
Mai este susținută și ideea că de mii de ani, caracteristicile culturii japoneze au fost „în venerarea naturii și a eroilor naționali”, cum ar fi Luptătorii Kamikaze, iar „Spiritul Samurai” este unul dintre principiile partidului. Mândria rasială a partidului se bazează pe Turanism.
Partidul nu speră la monarhie absolută, dar mai degrabă la un Shogunat bazat pe principiul Führer și susținut de autarhia corporatistă împotriva capitalismului internațional și comunismului.

## Platformă și afișe propagandistice
Traducerea motto-urilor propagandistice:
1. Ar trebui să stabilim un stat moral ca comunitate națională pe baza ideii de național-socialism.
2. Ar trebui să excludem internaționalismul care este contrar politicii naționale a Japoniei și ar trebui să cerem un regim autocratic de conducere asupra Japoniei.
3. Ar trebui să ne recuperăm autodeterminarea națiunii reale independente și ar trebui să ne protejăm patria și poporul de puterile străine care conspiră pentru a deține controlul asupra lumii.
4. Ar trebui să reconfirmăm excelența rasei japoneze, păstrând puritatea sângelui nostru și să contribuim la libertatea lumii.